# Мороз Андрій Кузьмович
Андрій Кузьмович Мороз (нар. 20 жовтня 1916 — пом. 14 вересня 2010) — командир розрахунку 45-мм гармати 791-го стрілецького полку (135-та стрілецька Краківська дивізія, 115-ий стрілецький корпус, 59-та армія, 1-й Український фронт), старший сержант, учасник Німецько-радянської війни, повний кавалер ордена Слави.

## Життєпис
Народився 20 жовтня 1916 року в селі Чернявка Липовецького повіту Київської губернії (тепер — у складі Оратівської селищної громади Вінницької області). Походив з сім'ї селян, українець.
До армії вперше був призваний, очевидно, перед 1939 роком, адже брав участь у радянському вторгненні до Польщі.
Закінчив Тульчинський ветеринарний технікум 1940 року. Працював ветеринарним фельдшером у колгоспі.
Вдруге до армії призваний у червні 1940 року. Закінчив полкову школу й одержав звання старшого сержанта. З січня 1941 року був на посаді помічника командира взводу, управління артилерійського дивізіону, 23 гаубичного артполку 7 дивізії.
Учасник Німецько-радянської війни з червня 1941 року. Війна застала на західному кордоні, де з перших днів частина, в якій він служив, приймала бої. З тяжкими боями та втратами частина відступала аж до Києва. Під час оборони Києва у вересні 1941 року був важко контужений і поранений. Під м. Лубнами опинився в тилу ворога. Потрапив у оточення й опинився на окупованій території (за іншими даними, потрапив у полон, але зумів звільнитися). А. К. Морозу вдалося втекти з ворожих рук і вилікуватись в одного колгоспника з с. Мгар Лубенського району. Після одужання дістався до рідного села, працював у с. Скоморошки на цукровому заводі, пізніше працював ветеринарним фельдшером.
Повторно був призваний до армії у січні 1944 року, одразу після звільнення свого району, призвався Плисківським районним військкоматом Вінницької області. Весь бойовий шлях пройшов у розрахунку 45-мм гармати у 791-му стрілецькому полку 135-ї стрілецької дивізії, швидко був призначений командиром розрахунку.
Мороз Андрій Кузьмович відзначився протягом Проскурівсько-Чернівецькій операції. Під час бою 19 квітня 1944 року біля села Великий Ходачків Тернопільської області розрахунок старшого сержанта Мороза підбив 1 танк та 1 бронетранспортер, розсіяв та знищив до взводу піхоти, завдяки чому було забезпечене просування стрілецьких підрозділів. За ці дії 30 червня 1944 року Мороз А. К. був нагороджений орденом Слави 3-го ступеня.
Пізніше дивізія А. К. Мороза була передислокована під Ленінград для дій проти Фінляндії у Виборзькій операції та під час боїв з фінською армією під Виборгом. Будучи пораненим у бою 27 липня 1944 року, Андрій Кузьмович залишився в строю. 31 липня та 5 серпня він непохитно відбивав контратаки противника біля озера Пекарні-Ланті. За ці бої він був нагороджений орденом Червоної Зірки.
Андрій Кузьмович відмінно діяв у Сілезії. 10 березня 1945 року біля населеного пункту Розенгруд (нині частина міста Клобуцьк, Сілезьке воєводство, Польща), знаходячись у бойових порядках піхоти, розрахунком прямим наведенням відбивав німецьку контратаку. Під час бою був знищений кулеметний розрахунок противника та придушена його мінометна батарея. Внаслідок цих дій, контратака не лише була відбита, а й стрілецькі частини самі перейшли до атаки й захопили новий рубіж. За ці дії 11 квітня 1945 року старший сержант Мороз Андрій Кузьмович був нагороджений орденом Слави 2-го ступеня.
Невдовзі А. К. Мороз знову здійснив геройський подвиг. Біля населеного пункту Альдевальде, південний схід від міста Нейсе (нині Ниса, Польща) 25 березня 1945 року його розрахунок у бойових порядках піхоти брав участь у відбитті 8 атак ворога. За день запеклого бою розрахунок гармати вистріляв 840 снарядів, підбив 1 штурмову гармату, знищив 4 кулемети й придушив 6 кулеметів, знищив до 80 солдатів. За ці дії 27 червня 1945 року старший сержант Мороз Андрій Кузьмович був нагороджений орденом Слави 1-го ступеня.
Останнім своїм бойовим орденом — другим орденом Червоної Зірки — Андрій Кузьмович був нагороджений за досягнення під час штурму міста-фортеці Бреслау (нині Вроцлав, Польща). Під час бою 28 квітня 1945 року на вулиці міста, коли просування штурмової групи стало неможливим через шквальний вогонь противника, він викотив разом із розрахунком гармату на пряме наведення і, незважаючи на кулеметний обстріл, декількома снарядами «в одну точку» зруйнував стіну будинку. Через утворений пролом штурмова група увірвалась до укріпленого будинку, знищивши чи полонивши його гарнізон. Наступного дня також прямим наведенням знищив добре укріплену вогневу точку з кулеметним розрахунком.
5 вересня 1945 року А. К. Мороз був демобілізований як спеціаліст сільського господарства. Він повернувся до рідного села Чернявки, працював у 1946-1947 роках завідуючим ветеринарним пунктом. У листопаді 1947 переїхав до села Очитків Вінницької області, де декілька десятиліть працював ветеринарним фельдшером у колгоспі ім. Фрунзе. Член ВКП(б)/КПРС з 1951 року.
Останні роки прожив у місті Липовці Вінницької області.
Помер 14 вересня 2010 року. Похоронений у Липовці.

## Нагороди
- Орден Вітчизняної війни I ступеня (06.04.1985)[5];
- Орден Червоної Зірки (11.08.1944)[6];
- Орден Червоної Зірки (15.05.1945)[7];
- Повний кавалер ордена Слави:
  - орден Слави I ступеня (15.05.1946)[8];
  - орден Слави II степеня (11.04.1945)[9];
  - орден Слави III степеня (27.06.1945)[10];
- медалі, зокрема:
  - "В ознаменування 100-річчя з дня народження Володимира Ілліча Леніна (6 квітня 1970)
  - «За перемогу над Німеччиною» (9 травня 1945[11])[12];
  - «20 років перемоги у Великій Вітчизняній війні 1941—1945 рр.» (7 травня 1965[13])
  - «30 років перемоги у Великій Вітчизняній війні 1941—1945 рр.»[14]
  - «40 років перемоги у Великій Вітчизняній війні 1941—1945 рр.»[15]
  - «50 років Перемоги у Великій Вітчизняній війні 1941—1945 рр.»[16][17]
  - «60 років Перемоги у Великій Вітчизняній війні 1941—1945 рр.»[18]
  - «30 років Радянській Армії та Флоту»[19]
  - «40 років Збройних Сил СРСР»[20]
  - «50 років Збройних Сил СРСР» (26 грудня 1967[21])
- Нагрудний знак «25 років перемоги у Великій Вітчизняній війні» (1970).

### Пам'ять
- На могилі встановлений надгробний пам'ятник
- Його ім'я увічнене на меморіалі «Дорога пам'яті» [Архівовано 17 червня 2020 у Wayback Machine.]